# American Canyon
American Canyon – miasto w Stanach Zjednoczonych, w stanie Kalifornia, w hrabstwie Napa.

## Demografia
Według spisu ludności przeprowadzonego przez United States Census Bureau w roku 2010, w American Canyon mieszkało 19 454 mieszkańców. W roku 2023 liczba mieszkańców wzrosła do 21 347 osób, a gęstość zaludnienia do ponad 1345 osób/km².